# Microbotryales
Microbotryales es un orden de hongos en la clase Microbotryomycetes. El orden contiene 2 familias, 9 géneros y 114 especies. El orden fue circunscrito en 1997.